# Letnica

Lage des Stadtbezirks Letnica in Danzig

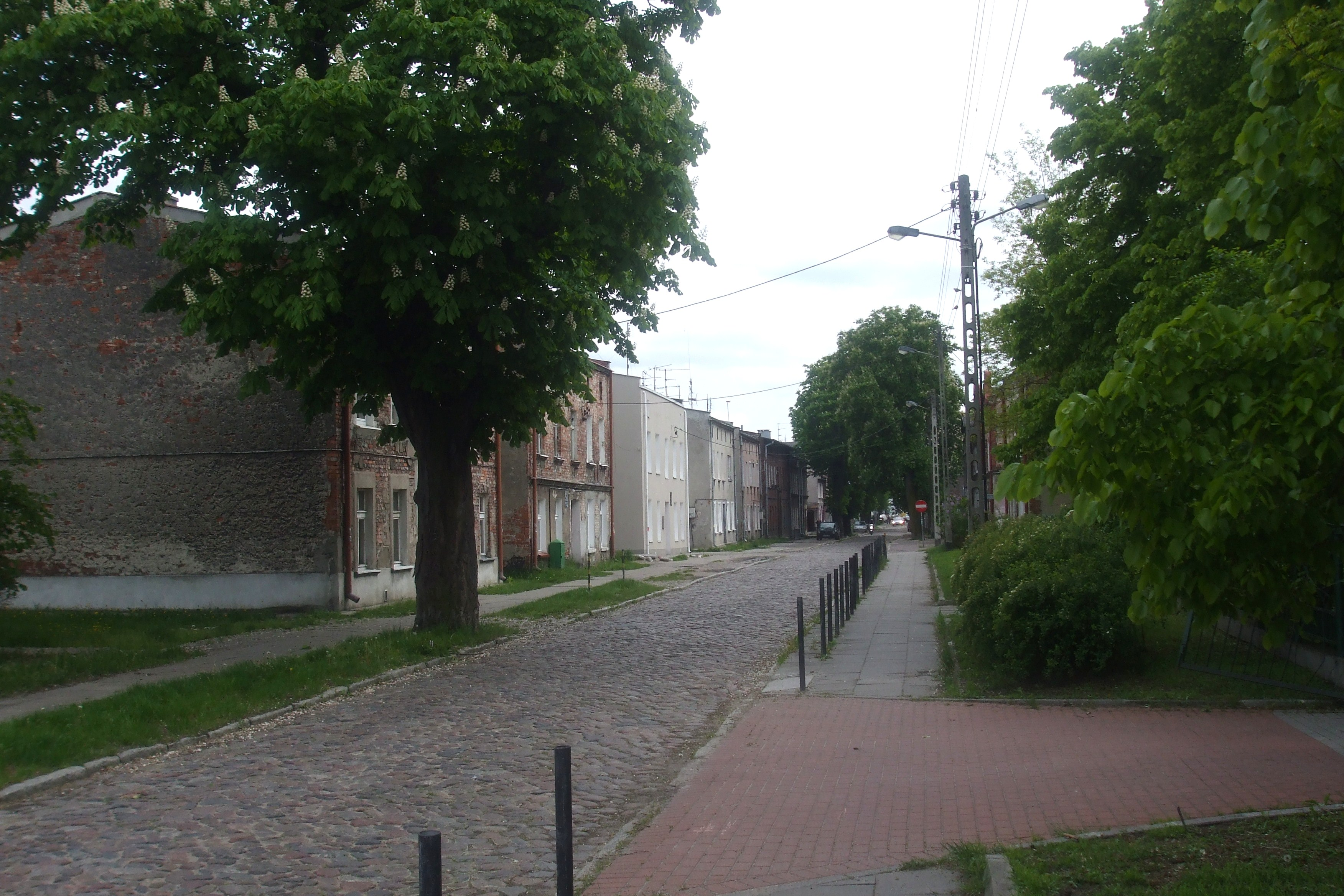
Letnica

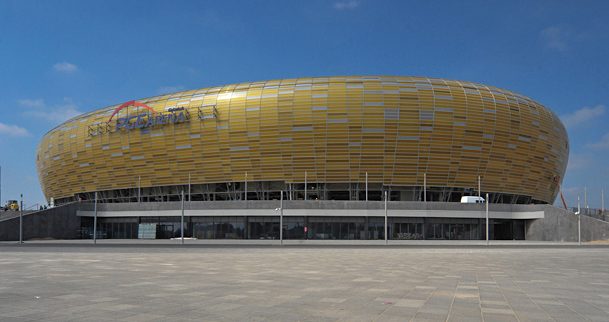
Stadion Energa Gdańsk

Letnica (deutsch Lauenthal oder Lauental, kaschubisch Latnica) ist ein Stadtbezirk von Gdańsk (Danzig) in Polen, dieser umfasst eine Fläche von 4 km² und zählt 1333 Einwohner mit einer Bevölkerungsdichte von 331 Einwohnern/km². Das Gebiet kam 1914 administrativ zur Stadt Danzig.

## Geographie
Der Bezirk liegt im Norden der Innenstadt und grenzt an die Bezirke Brzeźno, Nowy Port, Młyniska, Wrzeszcz Dolny und Przeróbka jenseits der Martwą Wisłą (Tote Weichsel). Im Bezirk mündet die Strzyżą (Strießbach) in die Weichsel. Eine beträchtliche Fläche von Letnica wird von Hafenanlagen und Industriebetrieben eingenommen. Das Wohngebiet ist noch von der Arbeitersiedlung der Vorkriegszeit geprägt, deren Häuser aber auch im Umfeld des Stadions durch Abriss „saniert“ wurden.

## Wirtschaft
- AmberExpo, Danziger Messe
- Teil des Danziger Hafens
- EDF Wybrzeże (auch in Młyniska), Danziger Kraftwerk (Fernwärme 726 MW, Stromerzeugung 226 MW)

## Bauwerke
- Stadion Energa Gdańsk, Fußballstadion für die EM 2012 errichtet
- Rotes Viadukt, Stahlträgerbrücke
- Dwór Młyniska, Herrenhaus, 18. und 19. Jahrhundert
- Poczta Morska, ehemaliges polnisches Hafenpostamt der Freien Stadt Danzig
- Kirche św. Anny i Joachima.

## Verkehr
Letnica hat den Bahnhof Gdańsk Stadion Expo, der nur bei Sportveranstaltungen durch die Danziger S-Bahn angefahren wird. Gdańsk Zaspa Towarowa wird derzeit nicht mehr bedient. Daneben gibt es Straßenbahn- und Buslinien. Der 1889 angelegte Weichsel-Bahnhof für Güterverkehr besteht nicht mehr.